# Кинан Диндайтуи ап Родри
Кинан Диндайтуи ап Родри (валл. Cynan Dindaethwy ap Rhodri, умер в 816) — король Гвинеда (798—814).

## Биография
Кинан родился, когда его отец Родри ап Идвал был уже стар и, казалось, не может иметь детей. Поэтому по королевству поползли слухи, что Кинан на самом деле был сыном королевского лесничего Калидигана. После смерти Родри Кинан был ещё слишком молод, а потому не смог бороться за престол со своим родственником Карадогом ап Мейрионом. После смерти последнего началась вялотекущая междоусобица между Кинаном и Хивелом Сальной бородой, которого одни источники называли сыном Карадога, а другие — вторым сыном Родри. В битве, состоявшейся в 813 году(согласно «Хронике принцев» в 812) Кинан потерпел поражение от Хивела. Согласно этой же Хронике, в 814 или 815 году, Кинан был изгнан своим братом Хивелом из острова Англси, убив многих из его армии. Кинан бежал на остров Мэн, где правил Гуриад ап Элидир, который был женат на его дочери Эссилте. Два года спустя Кинан попытался вернуть престол, но был убит в сражении. В 812 году, согласно Анналам Камбрии, от удара молнии, сгорела крепость Дегануи.
Согласно записям «Гвентианской Хроники», «Кинан Диндатуи стал королём всего Уэльса с согласия всех королей и лордов» в 754 году. Далее «Англси и Дивед, пострадали из-за войны между Хивелом Младшим и его братом Кинаном, в результате которой, Хивел захватил Англси» в 810 году. Далее сообщает, что «во второй войне между Хивелом и его братом Кинаном …, в которой Кинан … напал на своего брата Хивела и выгнал его из Англси» в 814 году. Смерть Кинана Диндатуи записана под 814 год, через короткое время, после изгнания его брата из Англси, где он назван «Королём всего Уэльса». Этот источник записывает последовательность Кинана Диндатуи с 754 года. Такой большой промежуток времени предполагает, что король, чья смерть сообщается в 814 году, не мог быть одним и тем же человеком.
Также и Хронике Принцев сообщает что в один год (816/817), произошло изгнание Хивела из Англси, во второе время, и смерть Кинана, как короля Гвинедда и опустошение Эрири и захват Руфониога саксами.
В «Анналах Камбрии» смерть Кинана зафиксирована в 816 году, при этом упоминая, что Саксы вторглись в горы Эрири и в гвинедское суб-королевство Руфониог.